# Full contact
El anglicismo full contact, también llamado kick boxing americano o full contact karate, hace referencia a un deporte de combate similar al boxeo y otras artes marciales, donde los participantes, además de los golpes de puño, emplean patadas del karate y del taekwondo. El objetivo es la puesta fuera de combate o nocaut del oponente. Es similar al kick boxing K-1 con la diferencia de que no se permite patear los muslos del oponente, de modo que todos los golpes y patadas solamente son permitidos por encima de la cintura o bien a los tobillos como barrido.

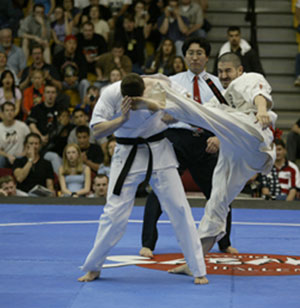
Luchadores de Full Contact.

El full contact es un deporte derivado de las artes marciales tradicionales, como el karate o el taekwondo, y deportes de contacto como el boxeo, en el cual se busca el espectáculo púramente deportivo y verificar la efectividad real de las técnicas contra un oponente entrenado. Las características de esta modalidad deportiva son la continuidad en la ejecutoria, la variedad, la libertad en el desarrollo de las técnicas y, sobre todo, el respeto a la integridad física del deportista. Desde el punto de vista del pateo, el full contact refleja las técnicas penetrantes del karate y, en menor medida, el pateo percutante del taekwondo. La diferencia radica en el uso de las distancias largas, mientras que en el full contact, las técnicas y la táctica se desarrollan desde una posición más corta y más próxima al oponente. Por ejemplo, las patadas con giro circular y la patada de empuje son propias del taekwondo, mientras que las patadas circulares y laterales provienen del karate, siendo muy utilizadas en el full contact. También algunas combinaciones de pasos tienen cierta similitud con las empleadas en el taekwondo. Asimismo, los barridos son derivados del karate.  Por otro lado, las técnicas de puño y de bloqueo, derivan en su mayoría del boxeo y de algunas técnicas del karate.

## Aparición e inicio
Para entender cómo se produjo la aparición del full contact karate es necesario remontarse a las décadas de 1960 y 1970 del siglo XX.
El full contact tiene sus inicios a finales de la década de 1960 en los Estados Unidos. Mike Anderson (cinturón negro 4.º dan de taekwondo ITF), quien además, era promotor de espectáculos deportivos, comienza a propulsar y a configurar un deporte que más vistoso y si se quiere, algo más real que el resto de las artes marciales en ese entonces. Todo ello en respuesta a la falta de contacto en las competiciones abiertas de karate, taekwondo, wushu o kung-fu, etc. Donde además, las reglas de competición seguían el estándar establecido por el karate japonés de aquella época, es decir, el famoso "punto y pare". La ironía de ver como una persona le ganaba a otra por puntos ganados por la ejecución rápida de un movimiento, no era un fiel reflejo de la contundencia, ni del potencial que esa persona podía tener. Por lo tanto dejaba un vacío de objetividad y generaba en algunos casos polémica, como por ejemplo, cuando un combatiente asiático de 45 kilos le ganó la final a un estadounidense de 90 kilos con un golpe de puño o un pie marcado. Mike Anderson junto con otros artistas marciales, deseosos de un mayor contacto en las técnicas y de un mayor espectáculo, comienzan a dar forma de lo que hoy es el full contact, que no es más que una entremezcla de las patadas típicas del taekwondo con determinadas técnicas del karate y los golpes de puño del boxeo inglés.
Hacia la primera mitad de los años sesenta el Karate japonés comenzó a difundirse en el continente americano, consolidándose y organizando competencias que en muchos casos eran abiertas y donde se daba cabida a muchos estilos, desde el Taekwondo (o Karate Coreano), hasta estilos de Kung-fu. Pero los grandes campeones de esas competiciones, en algunos casos no estaban satisfechos. Los combates se ganaban mediante reacciones y movimientos rápidos, seguidos de golpes estratégicos al punto, por lo que los combates no duraban muchos minutos, ni demostraban la efectividad real de los golpes. Y la gran mayoría de aquellos campeones tenían aptitudes físicas más que suficientes, no sólo para aguantar más tiempo combatiendo, sino para aplicar muchos más golpes de manera simultánea, combinando puños y piernas. En algunos casos, había competidores que provenían o tenían experiencia previa en disciplinas más exigentes con un mayor nivel de contacto, como el boxeo, la lucha olímpica, el judo, e inclusive en el «boxeo francés» o savate.
Así fue como se formó un equipo estadounidense con figuras legendarias provenientes del karate y el taekwondo como Chuck Norris, Bill Wallace, Benny Urquidez y se invitó a un famoso francés, campeón mundial siete veces seguidas de Karate, Dominique Valera (hijo de españoles que emigraron a Francia). Con este equipo salieron a desafiar a todo practicante de las artes marciales que quisiera medirse dentro de un ring, con los nuevos reglamentos del full contact; a enfrentarse al nocaut con ellos. Así recorrieron todo Estados Unidos y Europa obteniendo resultados contundentes: todas las peleas realizadas por el grupo fueron ganadas por nocaut en los primeros asaltos, enfrentándose con practicantes de todas las artes marciales, incluso con boxeadores profesionales. Sin embargo, aparte de los personajes famosos de la historia del full contact, también es justo mencionar que en los orígenes de este deporte hubo muchos competidores que si bien no alcanzaron la fama, tenían unas capacidades técnicas dignas del espectáculo.
Tras esta etapa se comenzaron a realizar campeonatos por títulos mundiales, consagrándose allí Bill Wallace, Dominique Valera, Fabio Martella, Benny Urquídez, Rodríguez, Jackson, Theriault, etc.
Como modalidad deportiva, el full contact cobra un auge mundial cuando practicantes de otras artes marciales pasan a entrenarse y a competir basándose la metodología entrenamiento para el boxeo. Estos métodos, al principio eran bastante mal vistos por los maestros orientales (a más de un practicante lo expulsaron de su estilo o escuela), pero luego se fueron superando estas dificultades. Consolidándose el full contact como un deporte de contacto especialmente desde los años sesenta, hasta los años noventa.
Este deporte se ha propagado principalmente a través de Europa, América del Norte, África del Norte y Australia. Cabe destacar el desarrollo del full contact en América del Sur, principalmente en Chile,  con la aparición de uno de sus más importantes exponentes a nivel amateur en la década que va desde 1980 a 1990, Orlando E. Toledo, a quien se le comparaba habitualmente con el destacado deportista francés Dominique Valera, debido a la similitud de sus golpes, su forma de moverse y esquivar los golpes de sus oponentes. Algunas de las estrellas más populares en las década de 1970 y 1980 son Bill Superfoot Wallace, Benny The Jet Urquídez, Kathy Long, Don The Dragon Wilson y Dennis Alexis.
Se reglamenta y re diseñan una serie de protecciones para pies y manos, labor que fue realizada por el que es considerado el padre del taekwondo ITF en Estados Unidos, el maestro coreano John Ree. Y que se ponen a prueba en Los Ángeles, el 14 de septiembre de 1974, en una velada organizada por Mike Anderson con una gran afluencia de público y retransmitido por televisión.

## Conceptos generales
El full contact nace como punto de encuentro entre el Karate y el boxeo. Consiste esencialmente en derrotar en un ring a un adversario a base de puñetazos y patadas, si bien existen otras modalidades derivadas, como el semicontacto, donde el objetivo no es el nocaut sino una mayor puntuación, y donde se compite generalmente en una superficie especial o tatami en lugar de en un cuadrilátero o ring.
Los golpes permitidos son a pleno contacto, siendo estos todos los puñetazos y patadas que impacten de la cintura para arriba y los barridos, también el puñetazo con volteo del cuerpo, o en giro, y las patadas descendentes, laterales, de frente, y en giro. Además del uso de barridos en giro ejecutados con el talón. Varias federaciones adoptaron un número mínimo de 8 patadas altas por ronda, para evitar que el combate de full contact se convirtiera en uno de boxeo, al cerrarse la distancia y debido a la fatiga de los competidores.
En la modalidad del semicontacto, aún de moda en los torneos de Karate-Do, valen los mismos golpes y barridos, pero solo deben marcarse a manera de puntos y el competidor debe retirarse, y no aplicarse a plena potencia.
En el full contact se busca concentrar toda la fuerza del cuerpo sobre la zona en la que se va a dar el impacto, lo que resulta en golpes muy efectivos y dolorosos.
Los golpes puntúan del siguiente modo:
3 puntos:
- Patada en la cara en salto
- Barrido que derriba

2 puntos:
- Patada en la cara desde el suelo
- Barrido que desequilibra con técnica

1 punto:
- Técnica de mano al cuerpo
- Técnica de mano a la cara
- Técnica de pie al cuerpo
- Técnica de pie a la cara

−1 punto:
- Técnica innecesariamente dura
- Salir del tatami
- Técnica de mano bajo la cintura
- Técnica de pie bajo la cintura (excepto barridos).

La principal diferencia entre el full contact y el kick boxing es este último se permite realizar golpes de tibia contra los muslos de las piernas del adversario (mas no directamente a las rodillas), lo que generalmente se llama patadas bajas. y que en el kickboxing, no se permiten los barridos a los pies.
Cabe destacar también, que en cada asalto de full contact, cada luchador debe dar al contrincante un número determinado de patadas, de lo contrario, es penalizado con puntos y podría perder incluso el combate.

## Modalidades
A su vez del full contact han salido, o bien se realizan competencias dentro de las diferentes asociaciones y federaciones otras modalidades incluidas en la práctica de diversas artes marciales y deportes de combate, que son:
- Formas: gimnasia olímpica marcial. Los atletas coreografían movimientos tradicionales de las artes marciales con la música y podrán utilizar armas tradicionales o no. Se desarrolla en el uniforme de karategi. La coreografía tiene una duración establecida en minutos.
- Semicotacto: en esta modalidad se puede marcar los golpes con las piernas y puños tanto en la cabeza como en el tronco, y golpear las piernas a manera de barrido. Un ejemplo de esta son los combates de competencia de karate al punto, regidos por la WKF World karate Federation, la cual engloba a los 4 estilos de karate tradicional moderno japonés, shotokan, goju ryu, wado ryu, y shito ryu, en todo el mundo.
- Contacto ligero: esta modalidad se da en el karate coreano o taekwondo estilo WTF. Se puede golpear por encima del cinturón con piernas, pero solo al tronco con los puños.
- Contacto pleno: esta modalidad incluye la gran mayoría de técnicas del boxeo, el karate, y el taekwondo, pero no los golpes a mano abierta; y se incluyen otras técnicas como el puño en giro, y barridos a las piernas. y además se busca la puesta fuera de combate o nocaut del oponente. Siendo válidas también las puntuaciones obtenidas por golpes y combinaciones anotadas. Sin embargo están prohibidas: las patadas bajas a los muslos, los golpes de rodilla o codo, y los agarres o lanzamientos.
- Kickboxing: posee las mismas definiciones de técnicas del full contact, permitiendo además las patadas externas e internas a las piernas desde la rodilla para arriba. El atleta aficionado utiliza protectores de tibia, cabeza, ingle y torso desnudo. Están prohibidos los golpes de rodilla, codo, los barridos a las piernas, los agarres y lanzamientos.
- K1: modalidad de contacto pleno que permite todas las técnicas del full contact tradicional y de patadas bajas, agregando el uso de las rodillas. El atleta amateur utiliza protectores de tibia, bucal, inguinal, cabezal, short y torso desnudo. Están prohibidos los agarres y los lanzamientos.

## Arbitraje
De forma muy similar al boxeo, existe un comité arbitral mínimo compuesto por tres árbitros de mesa, o jueces, y un árbitro principal, el árbitro que se sube al cuadrilátero.
Existen diversas formas de puntuar, aunque la más extendida es la puntuación basada en factores de 10. 10-10 es empate, 10-9 gana la esquina con 10 puntos, y 10-8 para grandes diferencias de nivel, y cuando existe una cuenta de protección. Generalmente se usan "cuenta patadas" para asegurar que se hace un mínimo de patadas por asalto. Existen diversas reglas al respecto, según la organización, pero generalmente se permite "recuperar" patadas en asaltos posteriores.
El árbitro del cuadrilátero es quien tiene siempre la última palabra, y se debe apoyar en los jueces en caso de duda. Generalmente existe un par de figuras adicionales, como el juez central, que lleva la suma de puntuaciones. Un cronometrador es imprescindible para parar la cuenta en casos de tiempo muerto y tocar la campana cuando comienza y termina el asalto.
Las normas de competición para categorías de aficionados de full contact dictan un máximo de tres asaltos de dos minutos, aunque puede variar según la organización. Generalmente para finales de campeonatos son tres asaltos de dos minutos, y para combates de exhibición se pueden hacer de dos asaltos. Para contacto ligero amateur se suelen hacer combates pactados de un asalto para combates de exhibición y de dos asaltos para finales de eventos deportivos.
Existen una serie de técnicas prohibidas en el full contact, como golpear con partes diferentes a los puños y pies, golpear en parte diferente del cuerpo o de la cabeza, golpear en la nuca, el cuello o en la columna vertebral, agarrar al adversario y proyectarlo, realizar golpes a mano abierta etc.

## Nocaut
En el full contact, el nocaut se produce cuando un luchador fracasa al intentar levantarse de la lona; tras un golpe o combinación de golpes. Cuando un contendiente cae a la lona, recibe una cuenta de protección de ocho segundos; el árbitro pide al combatiente que levante las manos a la altura de la cara; si el contendiente no puede mantenerlas, se declara un nocaut técnico. En ciertas variedades del full contact como lo son el semicontacto o el contacto ligero, el objetivo final no es derrotar al otro competidor a base de puñetazos y patadas al oponente, sino lograr una puntuación mayor, marcando únicamente los golpes sin aplicarlos con impulso pleno, y en algunos casos el nocaut se encuentra penalizado.

## Conteo de protección
En el transcurso de un asalto, acontecido un golpe que derribe al oponente, este último tiene derecho a un conteo de protección, lo cual significa que durante varios segundos ―indicados abiertamente por el personal de arbitraje― no habrá ni golpes ni acechos hasta que el atleta indique que está listo para continuar. Pero el conteo tiene un límite, por ejemplo diez segundos contados e ilustrados con los dedos por el árbitro, así es que si se completa la cuenta, y el atleta no se ha recuperado, entonces la victoria del combate será adjudicada al peleador que impuso el golpe devastador.
Sin embargo el atleta derribado debe levantarse antes de que el periodo de conteo acabe, no garantiza que el evento continúe, esto es, no es suficiente que el deportista se incorpore físicamente, sino que su estado mental, el que su vista no esté perdida, o que haya sufrido graves heridas, son factores que el arbitraje sopesa al decidir la continuación de la riña. Si es necesario, los médicos evalúan la condición actual del atleta, opinión aceptada ya sea para detener o continuar el evento

## Categorías y pesos
- Mosca hasta 54 kg.
- Pluma hasta 58 kg.
- Ligero hasta 62 kg.
- Superligero hasta 66 kg.
- Wélter hasta 69 kg.
- Superwélter hasta 72 kg.
- Medio hasta 76 kg.
- Súper medio hasta 79 kg.
- Semipesado hasta 82 kg.
- Crucero hasta 85 kg.
- Pesado hasta 88 kg.
- Superpesado más de 91 kg.

## Tirar la toalla
Desde la esquina, el equipo de apoyo puede tirar la toalla si lo cree prudente para el cuidado del atleta; esto significa que el entrenador puede detener la pelea por completo en el momento que arroja su toalla (la cual por lo general es blanca) o esponja, para señalar al arbitraje de esta decisión. Por lo que la frase "tirar la toalla" es equivalente a darse por vencido.
La decisión de arrojar la toalla hacia el centro de la lona, y por consiguiente detener de inmediato la pelea aceptando la derrota, recae en la prudencia del equipo de apoyo del atleta, y es una decisión que se respeta y se mantiene como resultado final a pesar de que el atleta participante no esté de acuerdo con ello el detener la pelea puede evitar daño irreparable al atleta.

## Técnica, táctica y preparación física
La técnica del full contact se compone de la herencia del karate, el taekwondo y el boxeo occidental, puesto que proviene de ellos. Se pueden utilizar cuatro guardias (posiciones iniciales):
- Guardia de izquierda (diestros).
- Guardia de derecha (zurdos).
- Guardia frontal (cuerpo a cuerpo).
- Guardia inglesa (cubriéndose con un hombro pegado al mentón).

Además hay múltiples desplazamientos (adelante, detrás, oblicuos, laterales, girando), distancias (corta, media y larga), protecciones, bloqueos (guantes, antebrazos), esquivas, etc.
Dentro del sistema ofensivo, es decir, de las técnicas de puño y pierna, existen:
1. Técnicas de puño: directo, jab, croché, gancho, uppercut, cruzado
2. Técnicas de pierna: patadas frontal, lateral, circular, en gancho, descendente, abanico, giro, coz, y de barrido en giro con el talón.

Tanto las técnicas de puño como las de piernas se aplican a la cabeza y al tronco.
La práctica de este deporte requiere una gran destreza física, puesto que su aprendizaje es duro y costoso de dominar. Se necesitan una serie de aptitudes físicas y psicológicas que solo se consiguen con constancia, tenacidad y entrenamientos. El fondo o resistencia, la fuerza, la rapidez, el factor sorpresa, la velocidad de reacción, la inteligencia, la constancia, el esfuerzo físico y mental, la disciplina, la motivación o la voluntad son solo algunas de las mínimas características que debe de tener un practicante de full contact.
Como ya se ha dicho, este deporte necesita una gran preparación física, que se consigue con la constancia de los entrenamientos. Se empieza con un buen calentamiento, que varía de unos entrenadores a otros, que suele durar entre 15 y 20 minutos, con una progresión ascendente del ritmo.
El entrenamiento, como es obvio, varía según edades, categorías, etc. Al principio del aprendizaje se realizan sobre todo ejercicios de elasticidad y preparación muscular para adecuar el cuerpo del practicante a la técnica. A medida que se va subiendo de categoría, los entrenamientos se van endureciendo, hasta conseguir un dominio lo más perfecto posible de la técnica.
Si para la práctica de cualquier deporte se requiere una preparación, en el full contact el cuidado del atleta reviste más importancia debido a la dureza del deporte. La persona que quiera practicar el full contact ha de tener en cuenta una serie de cuidados para su cuerpo, tanto físicos como mentales. Como el deporte requiere, debe evitarse toda actividad perjudicial a la salud: el hábito del tabaco y el alcohol, puesto que estos disminuyen la condición al momento de realizar los entrenamientos o bien cuando se lleva a cabo un combate.
Dieta: la seriedad de atender al deporte por parte del atleta lo llevará a vigilar su dieta y sus hábitos en su alimentación, pues el ingerir comida y líquidos y el tiempo de digestión son factores a tomarse en cuenta para antes de las peleas, pues afectará el peso, la energía. El consumo de carbohidratos, de potasio y la hidratación del cuerpo son de notarse al balancear la dieta planeada del atleta, la que debe procurar los resultados más convenientes para cada atleta.
Entrenamiento: para iniciarse en el entrenamiento del full contact, se requiere un largo período de preparación física, aprendiendo a respirar. Se comienza corriendo procurando que sea a una hora temprana y por lugares con árboles y terreno accidentado. Las primeras semanas se pueden correr entre 2 y 5 km, de forma acompasada y respirando por la nariz.
Se pueden realizar ejercicios complementarios con los brazos y efectuar pequeños esprints, que se irán alargando progresivamente. En sucesivas semanas, se irá incrementando la distancia total a recorrer. Se procurará que no sea agotadora, ajustándose a la forma física del atleta.
Una vez terminada la carrera se pasará al gimnasio, donde se practicarán ejercicios con los diversos aparatos, como la pera, la pera loca, el costal, la cuerda, las pesas libres y los estiramientos.
Espejo: Otro utensilio muy útil es el espejo. En él, el atleta puede observarse y estudiarse su guardia, corrigiendo las aperturas/ huecos que se forman al lanzar un golpe cualquiera.

## Grados y cinturones defull contacten la DEAMYDC española
La disciplina full contact del Departamento Español de Artes Marciales y Deportes de Contacto DEAMYDC es una disciplina que ha reunido los distintos estilos europeos, americanos y orientales, uniéndolos y realizando unos grados por los cuales pasan sus practicantes.
El DEAMYDC es una entidad de ámbito nacional estando registrada en el Ministerio del Interior con el número de registro nacional 607 327.
En este full contact los cinturones, ordenados de más inexperto a más experto, son:
- Cinturón blanco
- Cinturón amarillo
- Cinturón naranja
- Cinturón verde
- Cinturón lila
- Cinturón azul
- Cinturón marrón
- Cinturón Rojo
- Cinturón rojo con negro
- 1º GRADO - Negro
- 2º GRADO - Negro
- 3º GRADO - Negro
- 4º GRADO - Negro
- 5º GRADO - Negro
- 6º GRADO - Negro (grado honorífico)
- 7º GRADO - Negro (grado honorífico)
- 8º GRADO - Negro (grado honorífico)
- 9º GRADO - Negro (grado honorífico maestro)

## El boxeo y elfull contact
El boxeo y el full contact tienen un grado de similitud total. Ambos son deportes de contacto con una reputación que durante muchos años ha estado en vigencia, puesto que las opiniones sobre ellos son muy variadas.
La dureza de su práctica es muy similar, quizás la del full contact más porque cuenta también con técnicas de pierna, pero son deportes que necesitan una plena dedicación y entrega por parte del practicante para obtener resultados satisfactorios.
En el plano técnico todas las técnicas de puño son iguales, solo cambian sus nombres, excepto por no llevar la mano a la cadera al golpear, sino como protección de la cabeza, se toma la terminología del boxeo: ganchos, contras, directos, uppercut, croché.
En competiciones ambos dividen los combates en asaltos, sus reglamentos son muy parecidos en el sentido de las prohibiciones durante combate, arbitraje, etc.
En los entrenamientos ambos trabajan en gran medida aptitudes como la resistencia, la velocidad, la fuerza, la movilidad del tronco, etc.
Además utilizan "herramientas" para practicar como: los sacos, pesos o manoplas y otros utensilios para ganar potencia, velocidad y reflejos.

## El karate y elfull contact
En el caso del karate y el full contact la comparación es prácticamente innecesaria, puesto que el segundo proviene directamente del primero. Como ya se ha citado anteriormente, el full contact surgió a causa de que los campeones norteamericanos y europeos de artes marciales, en los años setenta se dieron cuenta de que en el ámbito de los torneos tradicionales del Karate-Do, no se aprovechaba al máximo sus cualidades, puesto que sus altas capacidades físicas (fuerza, resistencia, flexibilidad) no eran del todo aprovechadas en los combates al punto. Por esta razón decidieron “ inventar “un deporte en el que aptitudes físicas como la fuerza, la resistencia o la velocidad tomaran un papel imprescindible. Así surgió una forma de lucha donde los golpes podían ser continuos, los combates fueron divididos en asaltos como en boxeo, y donde el contacto fuera completo. Este nuevo deporte no fue bien acogido al principio por los maestros tradicionales de artes marciales, sin embargo muchos deportistas lo empezaron a practicar y difundir.
La similitud del full contact con el karate en cuanto a técnica es enorme, puesto que tanto las técnicas como de pierna son iguales, y algunas técnicas de puño se adaptaron, solamente cambiaron los nombres y la guardia. La guardia en el karate es mucho más larga que la del full contact, es decir que está formulada para enfatizar el combate a larga distancia, mientas que en el boxeo y el full contact se incluye la media distancia.
Otra parte técnica que tienen es común son los objetivos, la necesidad de alerta constante, y otras cualidades físicas y psicológicas.
En muchas de las academias y federaciones de full contact se adaptó el sistema de grados por cinturones de color siendo similar o igual en orden al del karate, es decir, blanco, amarillo, naranja, verde, azul o violeta, marrón y negro. Así como el código de conducta o "dojo kun" con el fin de dar una formación ética complementaria a sus practicantes.

## El taekwondo y elfull contact
El parecido entre el taekwondo y el full contact es muy grande, sobre todo en lo que concierne a las técnicas de pateo con giro. Sin embargo, la principal diferencia, aparte de la distancia de combate, es que el full contact hace un manejo más fluido de los puños, mientras que en el taekwondo se limita el empleo de estos según la zona del cuerpo o la contundencia de la técnica. Por ejemplo, en el taekwondo WTF se puede golpear a pleno contacto con el puño solamente en la región del tronco mas no a la cara, en cambio en el taekwondo ITF se permite golpear al tronco y a la cara, pero en esta última, marcando, y no a plena potencia. Aun así ambos estilos de taekwondo hacen un menor uso de los puños en comparación con el full contact, que usa técnicas de puño tanto del boxeo como del karate.
Otro parecido que tiene el full contact con el taekwondo (sobre todo con el taekwondo olímpico o WTF) es la contundencia de las patadas. En ambos deportes el pateo es a contacto pleno, aunque no es así en el estilo de taekwondo ITF. Tanto en el full contact como en el taekwondo olímpico se puede noquear. Aunque en el taekwondo WTF el K.O solo se permite con técnicas de patadas mientras que en el full contact se puede realizar tanto con patadas como con puños. En general, el taekwondo hace un mayor énfasis en las patadas, tiene una mayor diversidad de este tipo de técnicas y las combina con mayor fluidez y potencia. El full contact, aunque con una menor efectividad en lo que concierne al uso de las piernas, trabaja de forma más potente los puños y esto hace que en situaciones reales de pelea pueda resultar más eficiente o efectivo que el taekwondo. Sin embargo, hay que recordar que el arte marcial no lo hace solamente el estilo, sino también, quien lo practica.
Otra característica que comparte el full contact con el taekwondo, es que los combates en ambos deportes son por ronda y seguidas, es decir, no existe el punto y pare; como en Karate-Do. El taekwondo indiferentemente del estilo, tiende a tener un máximo de 3 rondas, mientras que en el full contact puede haber (según la categoría) más de 3 asaltos y hasta 10 o 12 asaltos, como en boxeo. Algunos aspectos del entrenamiento del full contact son muy parecidos al del taekwondo, como por ejemplo, el uso de paos y manoplas los cuales son muy típicos en el taekwondo para la práctica de patadas.
Aunque al taekwondo se le ha acusado (sobre todo al estilo olímpico WTF) de hacer un uso escaso o pobre de los puños, hay que reconocer que grandes competidores del full contact han nacido o han tenido como arte marcial madre al taekwondo, mejorando su uso debido a la influencia del boxeo y el karate. Desde Chuck Norris hasta muchos otros. Ha habido varios practicantes de taekwondo y de full contact que han competido en campeonatos oficiales de ambos deportes (Isaías Dueñas y Ramiro Guzmán de México, por ejemplo, en los años setenta). De hecho, no es extraño, de vez en cuando, encontrar en los gimnasios de full contact o de taekwondo a personas que entrenan ambos deportes de combate, y que reconocen lo beneficioso que resulta combinar su práctica.

## Juramento y reglas del practicante
Debido a que el full contact es un derivado directo del arte marcial tradicional japonés del Karate-Do, y este a su vez está influenciado por el budismo zen, y el confucionismo chino; se busca incluir una formación moral a sus practicantes, a diferencia de otros deportes de contacto puros como el kickboxing y las artes marciales mixtas (AMM o MMA). Esto se hace por medio de normas o códigos morales a tener en cuenta dentro y fuera de la práctica deportiva.
El código incluye:
- Observar las reglas del full contact
- Respetar a los profesores, superiores, semejantes e inferiores
- No dar mal uso al full contact
- Ser un campeón de la libertad y la justicia
- Construir un mundo más pacífico